# Моррис, Рэй
Рэйчел Энн «Рэй» Моррис (англ. Rachel Anne "Rae" Morris; род. 2 сентября 1992) — британская певица и автор-исполнитель. В 2015 году выпустила свой дебютный альбом Unguarded. В январе 2018 года вышел её второй альбом Someone Out There.

## Ранняя жизнь
Родилась 2 сентября 1992 года в Блэкпуле, в графстве Ланкашир. Начала играть на фортепиано в возрасте 4 лет. Обучалась в St. George’s School, а потом изучала музыку в Cardinal Newman College в Престоне. Подрабатывала официанткой в футбольном клубе «Блэкпул».

## Карьера

### 2011: Ранние концертные выступления
Во время обучения в университете выступала в окрестностях Блэкпула и на северо-западе Англии. Привлекла внимание ведущего BBC Radio Lancashire Шона МакГифти, благодаря которому и BBC Introducing смогла выступить на фестивалях Рединга и Лидса, состоявшихся в августе 2011 года. В сентябре 2011 года подписала контракт с лейблами Universal Music Publishing Group и Atlantic Records. К ней также поступали предложения и от других лейблов, но она в итоге предпочла Atlantic, поскольку по её словам «они не тыкали мне шило в задницу».
В тот период она сотрудничала с певицей, автором-исполнителем Каримой Фрэнсис (также родом из Блэкпула), помогавшей ей развить навыки в написании песен. Также это сотрудничество было отображено в песнях певицы, вошедших в её дебютный альбом.

### 2012—14: Выпуск мини-альбомов
В марте 2012 года Моррис выпустила свой дебютный сингл, «Don’t Go», прозвучавший в одном из эпизодов шестого сезона теледрамы «Молокососы». Записала мини-альбом For You, который распространялся исключительно на концертах середины 2012 года. А в ноябре 2012 вышел второй мини-альбом, Grow. В 2013 году вышел мини-альбом, From Above. Также на протяжении этого периода она выступала на разогреве у Bombay Bicycle Club, Лианн Ла Хавас, Noah and the Whale и у Тома Оделла. Исполнила бэк-вокальные партии в качестве приглашённого гостя в нескольких треках альбома Bombay Bicycle Club 2014 года So Long, See You Tomorrow, включая сингл «Luna». Также в 2014 году Моррис выступила соавтором песни Clean Bandit, «Up Again» (вошедшей в их дебютный альбом New Eyes) и выступила на разогреве у Джорджа Эзры во время его европейского тура и начала вскоре устраивать и свои собственные выступления.

### 2014—15:Unguarded
См. Unguarded (Rae Morris album) в английском разделе
В течение 2014 года Моррис выпустила синглы «Do You Even Know?», «Cold» (при участии Fryars) и «Closer». Каждый из этих синглов был выпущен для продвижения готовящегося к выходу альбома, Unguarded, записанного в Лос-Анджелесе вместе с продюсером Ариэлем Рейнчшельдем. Участвовала в опросе BBC Sound of 2015. В январе 2015 года вышел сингл «Under the Shadows», после которого последовал тур по Европе, начавшийся в феврале. Выпущенный альбом Unguarded, спродюсированный Джимом Элиотом и Fryars, занял 9 место в UK Albums Chart.
Позже в 2015 году пятый сингл с этого альбома «Love Again» звучал в рекламе различных брендов. Записала совместно с Sivu сингл «The Nile» и выступила на таких фестивалях как, Bestival, Glastonbury, Lytham Festival, T in the Park и Truck Festival. Шестой сингл из Unguarded, «Don’t Go» был использован в рекламном ролике благотворительной организации Coppafeel!, борющейся с раком груди.

### 2018:Someone Out There
В конце 2015 года Моррис начала работать над продолжением Unguarded. Сотрудничая с Fryars, Моррис для своего второго альбома выбрала более электронное звучание. С июля 2017 года Моррис выпустила пять синглов для продвиджения альбома — «Reborn», «Do It», «Atletico (The Only One)», «Push Me to My Limit» и «Lower the Tone», каждый из которых получил положительные отзывы от критиков и поклонников. 2 февраля 2018 года вышел альбом Someone Out There.

## Дискография

### Студийный альбом
| Название          | История релиза                                                                         | Высшая позиция в чартах |
| Название          | История релиза                                                                         | UK                      |
| ----------------- | -------------------------------------------------------------------------------------- | ----------------------- |
| Unguarded         | - Выпущен: 26 января 2015 - Лейбл: Atlantic, Warner - Фортмат: CD, цифровое скачивание | 9                       |
| Someone Out There | - Выпущен: 2 февраля 2018 - Лейбл: Atlantic, Warner - Формат: CD, цифровое скачивание  | 20                      |

### Мини-альбомы
| Название          | История релиза                                                                      |
| ----------------- | ----------------------------------------------------------------------------------- |
| For You           | - Выпущен: 2012 - Лейбл: Atlantic, Warner - Формат: CD                              |
| Grow              | - Выпущен: 2012 - Лейбл: Atlantic, Warner - Формат: CD, цифровая дистрибуция        |
| From Above        | - Выпущен: 19 апреля 2013 - Лейбл: Atlantic, Warner - Формат: Цифровая дистрибуция  |
| Do You Even Know? | - Выпущен: 2014 - Лейбл: Atlantic, Warner - Формат: Цифровая дистрибуция            |
| Cold              | - Выпущен: 2014 - Лейбл: Atlantic, Warner - Формат: Цифровая дистрибуция            |
| Closer            | - Выпущен: 17 октября 2014 - Лейбл: Atlantic, Warner - Формат: Цифровая дистрибуция |

### Синглы
| 2012                                                         | «Don’t Go»                  | —  | Unguarded         |
| 2012                                                         | «Grow»                      | —  | Unguarded         |
| 2013                                                         | «From Above»                | —  | Неальбомный сингл |
| 2014                                                         | «Do You Even Know?»         | —  | Unguarded         |
| 2014                                                         | «Cold» (при участии Fryars) | —  | Unguarded         |
| 2014                                                         | «Closer»                    | —  | Unguarded         |
| 2015                                                         | «Under the Shadows»         | 53 | Unguarded         |
| 2015                                                         | «Love Again»                | 83 | Unguarded         |
| 2017                                                         | «Reborn»                    | —  | Someone Out There |
| 2017                                                         | «Do It»                     | —  | Someone Out There |
| 2017                                                         | «Atletico»                  | —  | Someone Out There |
| 2018                                                         | «Someone Out There»         | -  | Someone Out There |
| «—» означает, что сингл не попал в чарты или не был выпущен. |                             |    |                   |

### Видеоклипы
| Название                       | Год  | Режиссёр           |
| ------------------------------ | ---- | ------------------ |
| «Don’t Go» (концертная съёмка) | 2012 | The Blind Club     |
| «Grow»                         | 2012 | Бона Казми         |
| «Way Back When»                | 2013 | The Blind Club     |
| «From Above»                   | 2013 | Джеймс Слейтер     |
| «Wait a While»                 | 2013 | The Blind Club     |
| «Skin»                         | 2014 | Надя Маркард Отзен |
| «Do You Even Know?»            | 2014 | Надя Маркард Отзен |
| «Cold» (при участии Fryars)    | 2014 | Надя Маркард Отзен |
| «Closer»                       | 2014 | Зак Элла           |
| «Under the Shadows»            | 2015 | Алекс Соутхэм      |
| «Love Again»                   | 2015 | Чарли Робинс       |
| «Don’t Go»                     | 2015 | Луис Боус          |
| «Reborn»                       | 2017 | Ноэль Пол          |
| «Do It»                        | 2017 | Ноэль Пол          |
| «Atletico (The Only One)»      | 2017 | Ноэль Пол          |
| «Someone Out There»            | 2018 | Ноэль Пол          |